# Foncea
Foncea település Spanyolországban, La Rioja autonóm közösségben. Foncea Bugedo, Cellorigo, Fonzaleche, Treviana, Altable, Pancorbo és Ameyugo községekkel határos. Lakosainak száma 93 fő (2024).

## Népesség
A település népessége az elmúlt években az alábbi módon változott:
| Lakosok száma | 119  | 105  | 106  | 96   | 98   | 99   | 93   | 93   | 93   | 93   |
|               | 2001 | 2004 | 2007 | 2009 | 2012 | 2014 | 2017 | 2019 | 2022 | 2024 |